# Psilotreta schmidi
Psilotreta schmidi är en nattsländeart som beskrevs av Parker och Wiggins 1987. Psilotreta schmidi ingår i släktet Psilotreta och familjen böjrörsnattsländor. Inga underarter finns listade i Catalogue of Life.